# Roberto Pucci (politico)
Roberto Pucci (Massa, 20 settembre 1947) è un politico italiano.

## Biografia
Ingegnere, esponente del PDS e poi dei DS, il 5 dicembre 1994 diventa sindaco di Massa con il sostegno di una coalizione di centro-sinistra, venendo riconfermato a fine mandato il 30 novembre 1998 fino al 27 maggio 2003.
Dopo cinque anni di amministrazione di Fabrizio Neri, il 29 aprile 2008 è di nuovo eletto sindaco con il sostegno de La Sinistra l'Arcobaleno e di alcune liste civiche, terminando così l'ultimo mandato il 29 maggio 2013.